# Вагонер (округ, Оклахома)
Шаблон:StateAbbr_ 35°58′ пн. ш. 95°31′ зх. д. / 35.96° пн. ш. 95.52° зх. д.
Округ Вагонер (англ. Wagoner County) — округ (графство) у штаті Оклахома, США. Ідентифікатор округу 40145.

## Історія
Округ утворений 1908 року.

## Демографія
За даними перепису
2000 року
загальне населення округу становило 57491 осіб, зокрема міського населення було 31909, а сільського — 25582.
Серед мешканців округу чоловіків було 28416, а жінок — 29075. В окрузі було 21010 домогосподарств, 16698 родин, які мешкали в 23174 будинках.
Середній розмір родини становив 3,08.
Віковий розподіл населення поданий у таблиці:
| Стать    | До 15 років | 15-21 | 22-29 | 30-39 | 40-49 | 50-65 | 65-85 | Понад 85 |
| -------- | ----------- | ----- | ----- | ----- | ----- | ----- | ----- | -------- |
| Чоловіки | 6833        | 2920  | 2401  | 4178  | 4352  | 5104  | 2481  | 147      |
| Жінки    | 6418        | 2796  | 2610  | 4251  | 4662  | 5128  | 2900  | 310      |

## Суміжні округи
- Мейз — північний схід
- Черокі — схід
- Маскогі — південь
- Талса — захід
- Роджерс — північний захід

## Виноски
1. ↑  U.S. Decennial Census. United States Census Bureau. Архів оригіналу за 19 липня 2018. Процитовано 22 лютого 2015.
2. ↑  Historical Census Browser. University of Virginia Library. Архів оригіналу за 11 серпня 2012. Процитовано 22 лютого 2015.
3. ↑  Forstall, Richard L., ред. (27 березня 1995). Population of Counties by Decennial Census: 1900 to 1990. United States Census Bureau. Архів оригіналу за 19 лютого 2015. Процитовано 22 лютого 2015.
4. ↑  Census 2000 PHC-T-4. Ranking Tables for Counties: 1990 and 2000 (PDF). United States Census Bureau. 2 квітня 2001. Архів оригіналу (PDF) за 18 грудня 2014. Процитовано 22 лютого 2015.
5. ↑  State & County QuickFacts. United States Census Bureau. Архів оригіналу за 10 жовтня 2013. Процитовано 13 листопада 2013.(англ.) Наведено за англійською вікіпедією.
6. ↑  American FactFinder. Бюро перепису населення США. Архів оригіналу за 26 лютого 2012. Процитовано 31 січня 2008.

| США | Це незавершена стаття з географії США. Ви можете допомогти проєкту, виправивши або дописавши її. |